# Toluene diossigenasi
La toluene diossigenasi è un enzima appartenente alla classe delle ossidoreduttasi, che catalizza la seguente reazione:
toluene + NADH + H+ + O2 ⇄ (1S,2R)-3-metilcicloesa-3,5-diene-1,2-diolo + NAD+
Si tratta di un sistema enzimatico, contenente una reduttasi che è una ferro-zolfo flavoproteina (FAD), una ferro-zolfo ossigenasi, ed una ferredossina. Altri composti aromatici, tra i quali l'etilbenzene, il 4-xilene ed alcuni tolueni alogenati, sono convertiti nei corrispondenti cis-diidrodioli.